# Fatoumata Diallo (honorable)
Pour les articles homonymes, voir Diallo.
Fatoumata Diallo, née le 31 décembre 1988 à Labé en Guinée, est une activiste et femme politique guinéenne.
Le 22 janvier 2022, elle est nommée conseillère au sein du Conseil national de la transition (CNT) de la Guinée en tant que représentante des partis politiques ADC/BOC,.